# Parti action et solidarité
 (décembre 2023).
Si vous disposez d'ouvrages ou d'articles de référence ou si vous connaissez des sites web de qualité traitant du thème abordé ici, merci de compléter l'article en donnant les références utiles à sa vérifiabilité et en les liant à la section « Notes et références ».
Le Parti action et solidarité (en roumain : Partidul Acțiune și Solidaritate, abrégé en PAS) est un parti politique de centre droit en Moldavie. Il est créé en 2016 par Maia Sandu et dirigé par elle jusqu'en 2020.

## Histoire
Maia Sandu, ancienne ministre de l'éducation, annonce le 23 décembre 2015 la création du mouvement dénommé « PAS Maia Sandu » pour permettre l'élaboration d'un nouveau parti politique. Un groupe d'initiative révèle le nom du futur parti, le « Parti Action et Solidarité ». En janvier 2016, une campagne est lancée pour recueillir des signatures nécessaire à la création du nouveau parti: au bout d'un mois, 2 431 signatures sont récoltés, puis 7 500 lors du congrès du parti.
Le congrès fondateur du PAS a lieu le 15 mai 2016 lors duquel un vote unanime des délégués choisi Maia Sandu, comme présidente du parti. Liliana Nicolaescu-Onofrei et Sergiu Musteata sont élus vice-présidents tandis qu'Igor Grosu, devient le secrétaire général du parti. Le statut, le programme et les symboles du parti sont également adoptés. Le ministère de la Justice enregistre officiellement le parti onze jours après son congrès fondateur.
Le parti est présent lors de l'élection présidentielle moldave de 2016 avec Maia Sandu qui termine seconde du premier tour avec 541 555 voix, soit 38,43 %.

## Idéologie
Le PAS est un parti de centre droit, pro-européen, se définissant comme social-libéral. Son programme consiste à combattre la corruption, le népotisme, les inégalités et à défendre, à l'encontre du programme pro-russe du pouvoir, l'accord d'association entre la Moldavie et l'Union européenne, les droits et libertés individuels, la méritocratie, le libre marché comme « fondement du bien-être de l'harmonie sociale », un investissement de l'État pour permettre d'éviter « richesse extrême et pauvreté extrême » et une forme de société pluriethnique mais unie sur le « modèle suisse », basée sur le droit du sol avec des entités territoriales égales en droits, où l'appartenance à la nation moldave s'appliquerait à tous les citoyens du pays sans distinction, quelles que soient leurs langues et histoires, tandis que dans le système post-soviétique actuel basé sur le droit du sang, elle ne s'applique qu'aux autochtones roumanophones pour mieux les séparer de ceux de Roumanie tandis que les Russes, les Ukrainiens et les autres minorités sont, pour leur part, libres de se considérer membres de leurs communautés linguistiques respectives, par-delà les frontières de la République. Le PAS entend ainsi lier auto-régulation du marché et léger interventionnisme de l'État pour résoudre, selon eux, les inégalités, la corruption et augmenter le bien être de la société moldave.

## Résultats électoraux

### Élections présidentielles
| Année | Candidat   | Premier tour | Premier tour | Premier tour | Second tour | Second tour | Second tour |
| Année | Candidat   | Voix         | %            | Rang         | Voix        | %           | Rang        |
| ----- | ---------- | ------------ | ------------ | ------------ | ----------- | ----------- | ----------- |
| 2016  | Maia Sandu | 549 152      | 38,71        | 2e           | 766 593     | 47,89       | 2e          |
| 2020  | Maia Sandu | 487 635      | 36,16        | 1re          | 813 187     | 57,72       | 1re         |
| 2024  | Maia Sandu | 656 852      | 42,49        | 1re          | 930 139     | 55,35       | 1re         |

### Élections législatives
| Année | Voix    | %     | Rang | Sièges   | Gouvernement                                |
| ----- | ------- | ----- | ---- | -------- | ------------------------------------------- |
| 2019  | 380 180 | 26,84 | 3e   | 15 / 101 | Sandu (2019), opposition (2019-2021)        |
| 2021  | 774 754 | 52,80 | 1er  | 63 / 101 | Gavrilița (2021-2023), Recean (depuis 2023) |